# El Hachemi Guerouabi
El Hachemi Guerouabi (en arabe : الهاشمي قروابي) né le 6 janvier 1938 dans le quartier d'El Mouradia (ex la Redoute) et a grandi a Diar El Babor à Belouizdad (ex Belcourt), et mort le 17 juillet 2006 à Zéralda, est un chanteur algérien de chaâbi. Surnommé « le Rossignol », il figure parmi les grands noms de ce genre musical.
Durant son parcours, El Hachemi Guerouabi a chanté presque tous les thèmes: l’amour, la misère, l’exil, l’amitié, la religion, le Prophète, la jeunesse et notamment l’Algérie. Transgénérationnel sa popularité est toujours aussi forte et ses chansons sont écoutées avec la même passion que de son vivant.

## Biographie

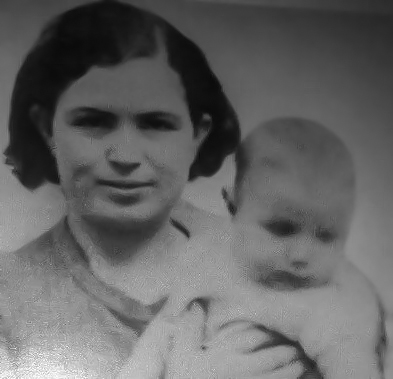
Guerouabi et sa mère

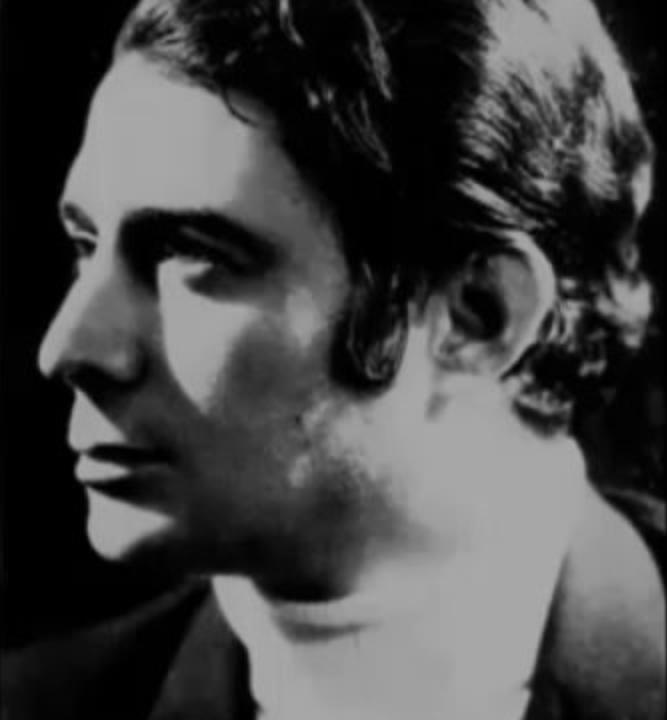
Guerouabi « jeune »

El Hachemi Guerouabi est né d'un père originaire de Sour El Ghozlane et d'une mère originaire de Tizi Ouzou . Il grandit dans le quartier populaire de Belouizdad (ex Belcourt). Passionné de football, il joue sa dernière saison de footballeur en 1951-52 sous les couleurs de la Redoute AC en tant qu'ailier droit. Mais déjà il s'intéresse particulièrement à la musique au début des années 1950. Ses références sont Hadj M'rizek et Mohamed Zerbout. Au music Hall El Arbi, il obtient deux prix, puis il rejoint l'Opéra d'Alger en 1953 et 1954, où il chante Magrounet Lehwahjeb.
El Hachemi Guerouabi se distinguait, en effet, par une voix toute singulière, une voix profonde, d'une rare intensité affective qui a fait de lui un chanteur au style inimitable, une voix suave, enchanteresse, devenue le symbole de tout un style, appelé « hachmaoui ».
À l'indépendance, face à l'invasion des chansons occidentales et orientales égyptiennes, il fallait trouver une place pour un genre algérien et le chaâbi de l'époque ne faisait pas le poids car il était basé sur des textes anachroniques et son audience se limitait aux cercles restreints des fêtes familiales algéroises. C'est grâce au génie créatif de l'auteur compositeur Mahboub Bati qu'un chanteur comme Guerouabi s'est fait connaître en Algérie. Guerouabi fera la joie des mélomanes algériens avec les nouvelles chansons écrites et composées par Mahboub Bati comme El Bareh, ou encore El Werqa. Il est connu aussi pour ses interprétations des qacidates du melhoun comme Youm El Djemâa, Koul nor et El Harraz.
Il avait donné, le 4 juillet 2005, un récital - son dernier concert public - de plus de trois heures au Théâtre de verdure d'Alger-Centre.
Après une longue maladie et une amputation de la jambe, et à la suite de l’aggravation de son état de santé qui l’a fait entrer dans un coma profond, il est mort le 17 juillet 2006 à Zéralda à l’âge de 68 ans. Il est enterré dans le cimetière d’El Madania.

## Hommage
- La chanson Hachemi (album Le youyou des anges) de Djamel Allam est un hommage à Guerouabi[3].
- Plusieurs hommages lui sont consacrées notamment par le baie de l'association El Hachemi Guerouabi dont la présidente est Chahra Guerouabi l'une des femmes de El Hachemi Guerouabi via des concours de chant de chaabi nommée "concours du Grand prix El Hachemi Guerouabi "[4].

## Discographie
- achki fi khnata
- adjib
- allo allo chaouar
- aouah aouah ya dmaghi aouah adhbini ya ouelfi
- belqak yetsseguem saadi
- char aalah maak
- djohra nafsi ouana moulaha
- double best
- echi saib
- echkoun dalem
- el barah
- el barah megouani sahran
- goulou lenasse
- guerouabi 10 années de chansons
- khelitini mahmoum ma n' khabi
- m'hi ouadji n'haoudou yal ouarka
- nesthel kiya
- كيف عملي وحيلتي kif amali ou hilti
- kherdjou riam
- ouahd el ghezal
- saadat el kalb el hani
- ya bouya hnini
- ya hasrah ala el ghram
- youm el djemaa
- kalba tsali ya bnei louarchen

## Décorations
- Djadir de l'ordre du Mérite national d'Algérie.